# Ligne Svyatochins'ko-Brovars'ka
La ligne Svyatochins'ko-Brovars'ka (en ukrainien : Свято́шинсько-Броварська́ лінія, en russe : Свято́шинско-Броварска́я ли́ния) est dite aussi ligne M1, du métro de Kiev.
Le service est arrêté ou perturbé depuis l'invasion de l'Ukraine par la Russie en 2022.

## Histoire
La ligne est mise en service par sections du 6 novembre 1960 au 24 mai 2003.

## Infrastructure

### Ligne
La ligne Svyatochins'ko-Brovars'ka a été la première ligne de métro à être mise en service en Ukraine. Cet axe de communication coupe la ville de Kiev d'est en ouest en passant par le centre-ville. Cette ligne est principalement souterraine à l'exception de la traversée du Dniepr. Les stations du Dniepr jusqu'au terminus est de la ligne sont situées en surface.

### Stations
D'ouest en est, la ligne dispose de 18 stations :
|  |   |  | Station                  | Ville et raïon desservis | Correspondances                     |
|  | - |  | ------------------------ | ------------------------ | ----------------------------------- |
|  | o |  | Akademmistetchko         | Kiev (Sviatochyne)       |                                     |
|  | • |  | Jitomirska               | Kiev (Sviatochyne)       |                                     |
|  | • |  | Svyatochin               | Kiev (Sviatochyne)       |                                     |
|  | • |  | Nyvky                    | Kiev (Chevtchenko)       |                                     |
|  | • |  | Beresteïska              | Kiev (Chevtchenko)       |                                     |
|  | • |  | Choulyavska              | Kiev (Chevtchenko)       |                                     |
|  | • |  | Politekhnitchny Institut | Kiev (Solomyanka)        |                                     |
|  | o |  | Vokzalna                 | Kiev (Chevtchenko)       | trains via gare de Kiev-Passajyrsky |
|  | • |  | Universytet              | Kiev (Chevtchenko)       |                                     |
|  | o |  | Teatralna                | Kiev (Chevtchenko)       | via la station Zoloti Vorota        |
|  | o |  | Krechiatik               | Kiev (Chevtchenko)       | via la station Maïdan Nezajelnosti  |
|  | • |  | Arsenalna                | Kiev (Petchersk)         |                                     |
|  | • |  | Dnipro                   | Kiev (Petchersk)         |                                     |
|  | • |  | Hydroparc                | Kiev (Petchersk)         |                                     |
|  | • |  | Livoberejna              | Kiev (Petchersk)         |                                     |
|  | • |  | Darnitsya                | Kiev (Petchersk)         |                                     |
|  | • |  | Techernigivs'ka          | Kiev (Desna)             |                                     |
|  | o |  | Lisova                   | Kiev (Desna)             |                                     |

## Exploitation
La ligne dispose d'une fréquence de passage soutenue, durant les heures de pointe, jusqu'à 42 rames peuvent circuler par heure. Les rames disposent comme pour les deux autres lignes de 5 caisses qui ne permettent pas la libre circulation d'une unité à une autre.

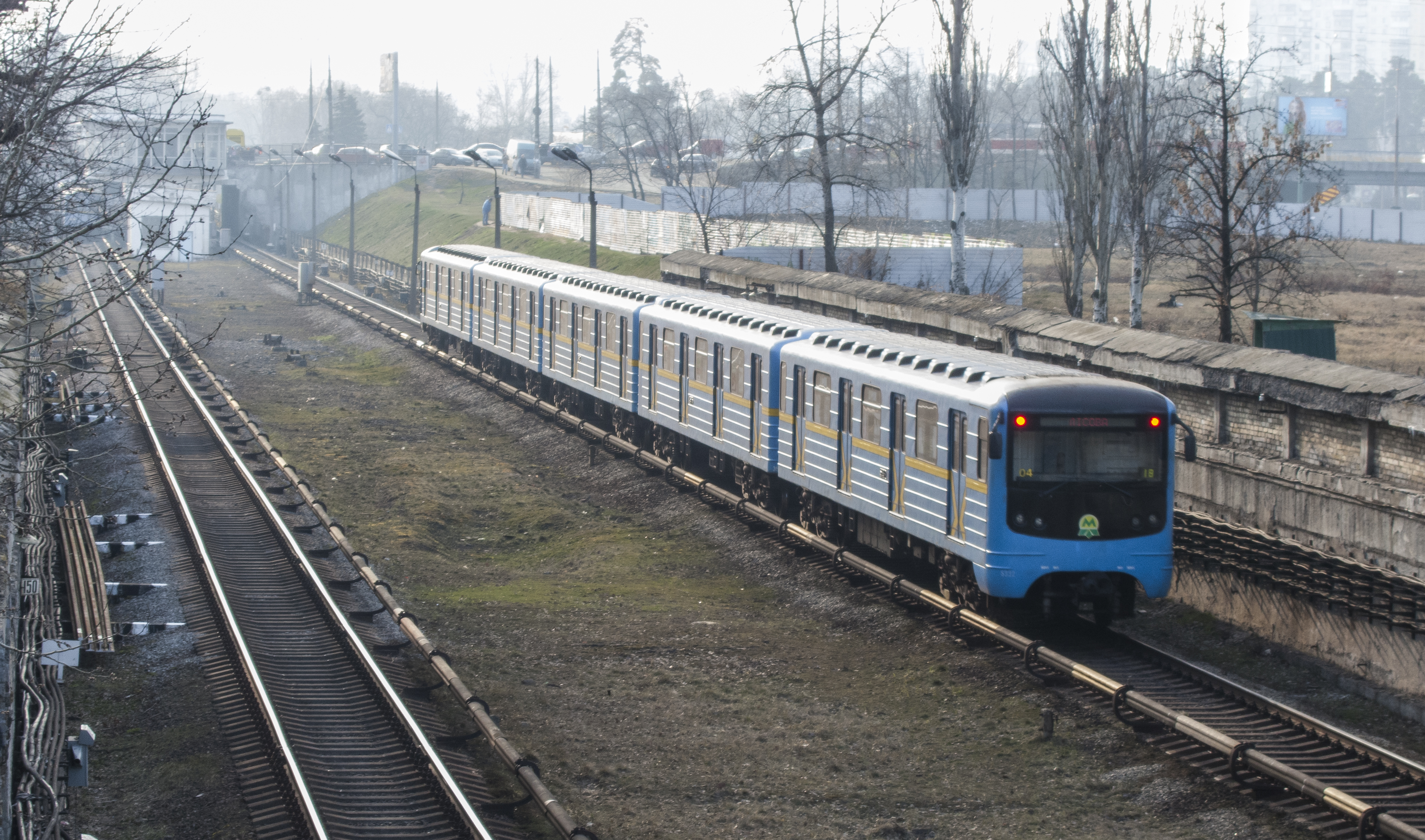
Une rame E-KM de KVSZ en 2017 à Techernigivs'ka.